# Моріс Збрижер
Морі́с Збри́жер (англ. Maurice Zbriger; * 10 липня 1896, Кам'янець-Подільський — † 5 квітня 1981, Монреаль) — канадський скрипаль, композитор, диригент.

## Біографічні відомості
Навчання грі на скрипці розпочав у дитинстві. Далі продовжив його у Петербурзькій консерваторії. 1920 року покинув Росію, мандрував Європою, аж доки 1924 року не прибув у Монреаль.